# Красоткіна Надія Григорівна
Надія Григорівна Красоткіна (до шлюбу Шайнюк; нар. 26 серпня 1946, Ковель, Волинська область, Українська РСР) — українська поетеса та освітянка. Переможниця Всеукраїнського конкурсу «Класний керівник — 2004» у номінації «Вихователі шкіл-інтернатів». Співавторка науково-педагогічного проекту «Інтелект України».

## Життєпис
Надія Шайнюк народилася 26 серпня 1946 року в Ковелі. У 1964 році закінчила середню школу № 3 у місті Ковель, в 1969 році — Волинський педагогічний інститут, за спеціальністю «вчитель початкових класів».
Мешкає в місті Луцьк Волинської області.

## Доробок
Книги
- Живи, моя мово, у серці народу. Матеріали на допомогу вчителям початкових класів. Луцьк. 1997
- Свято в школі «Мово рідна моя, не мовчи!»: практичні матеріал для вчителів загальносвітніх шкіл, ліцеїв, гімназій, керівників гуртків позашкільних закладів. Інститут змісту і методів навчання. — К.:, 1998. — 203 с. ISBN 5-7763-8313-7
- Вчимося писати твори: нестандартні уроки розвитку мовлення у 3(2)- 4(3) класах: Посібник для вчителів початкової школи. — Київ:: Інтерпрес ЛТД, 1999. — 63 с. ISBN 966-501-029-8
- Тепло своїх долонь і розуму, і серця я Україні милій віддаю. — Кам'янець-Подільський: «Абетка», 2000. — 48 с.
- Свято в школі «Мово рідна моя, не мовчи!». Випуск II. — Кам'янець-Подільський: «Абетка», 2001. — 316 с. ISBN 966-7835-03-0
- Ми діти твої, Україно: розробки бесід з дітьми, тематичні казки та сценарії виховних заходів. — Київ: Початкова школа, 2001. — 159 с.: ноти. ISBN 966-95751-7-6
- Виховні бесіди про правила дорожнього руху та протипожежної безпеки. 1-4 класи. — Тернопіль: «Мандрівець», 2006. — 136 с. ISBN 978-966-634-257-0[3]
- Виховні бесіди у початкових класах. Посібник для вчителів початкових класів, студентів педагогічних закладів, батьків. — Тернопіль: «Мандрівець», 2008. — 176 с. ISBN 978-966-634-373-7[4]
- Учись у дружбі жити. Сценарії свят. 1—4 класи. — Тернопіль: «Мандрівець», 2008. — 296 с. ISBN 978-966-634-390-4[5]
- Виховні заходи. 1-4 класи: бесіди, сценарії свят: посібник. — Тернопіль: «Мандрівець», 2008. — 255 c. ISBN 966-634-208-1
- Виховні заходи: бесіди, сценарії свят. 1–4 класи. — Тернопіль: «Мандрівець», 2009. — 255 с. ISBN 978-966-634-208-2[6]
- З Україною в серці: поетична збірка у двох частинах. Упоряд. С. В. Кириленко, О. І. Кіян; ДНУ «Інститут модернізації змісту освіти», Всеукраїнська асоціація шкільного майбутнього. — Чернівці: «Букрек», 2016. — 352 с.; іл. ISBN 978-966-399-391-1[7]
- Виховуємо українців-патріотів 1—4 клас: методичний посібник / Т. Гавлітіна, Н. Красоткіна /. — Харків: ТОВ ВБ «Інтелект України», 2019. — 272 с.
- Виховуємо українців-патріотів 5—6 клас: методичний посібник / Т. Гавлітіна, Н. Красоткіна /. — Харків: ТОВ ВБ «Інтелект України», 2019. — 232 с.
- До мови серцем прихились…: Дидактичний матеріал до уроків української мови. — Х.: Видавнича група «Основа», 2020. — 56 с. — (Б-ка журн. «Початкове навчання та виховання»; Вип. 12 (204)). ISBN 978-617-00-3953-8
- Це наше рідне, українське: збірка поезії. — Луцьк: Вежа-Друк, 2024. — 216 с. ISBN 978-966-940-559-3

Статті
- Земля — планета, на якій я живу!: Свято природи для учнів початкових класів. Часопис «Розкажіть онуку». — 2006. — № 7/8. — С. 42-45.
- Моє бачення виховання дітей: роздуми на тему… Часопис «Початкова школа». — 2019. — № 2. — С. 48–50. ISSN 0131-5358
- Розвиваємо у дітей спостережливість. Часопис «Початкова школа». — 2018. — № 1. — С. 11–13. ISSN 0131-5358
- Кодекс честі батьків. Кодекс честі учнів. Кодекс честі вчителя. Часопис «Початкова школа». — 2017. — № 10. — С. 50–52. ISSN 0131-5358
- Свято-концерт для бабусь і дідусів. Часопис «Початкова школа». — 2017. — № 7. — С. 53–55 ISSN 0131-5358
- Пісні осені. Часопис «Дошкільне виховання». — 2018. — № 9. — С. 40. ISSN 0321-1401